# 三愛プラント工業
三愛オブリテック株式会社（さんあいオブリテック、英文社名：SAN-AI OBBLI TECH CO., LTD.）は、三愛オブリの航空燃料の取り扱い事業より端を発し、石油関連プラントの設計監理・施工並びに定期検査を中心に行うリコー三愛グループの企業である。

## 主力製品・事業
- 建設業法にもとづく管工事、電気、消防施設工事、塗装工事、
- 建設及び土木工事の設計、監理並びに施工の請負
- 建築設備工事の企画並びに基本設計の作成及び施工
- 液化石油ガスプラント及び石油関連プラントの設計監理・施工並びに定期検査
- 天然ガス施設・供給施設の設計及び施工
- 鋼管、油圧管等の表面処理及び防錆施工
- 高品質電解研磨（EP）、高品質化学研磨（CP）アルピカ®・サスピカ®、
- 高品質精密洗浄（SMC®）及び精密再生洗浄（RMC）
- プラント関連施設の化学洗浄工事
- アポリー製品（除錆・防錆剤等）の販売

## 主要事業所
- 本社 - 東京都大田区大森北1-5-1大森駅東口ビルディング
- かずさクリーンテック
- 技術開発センター
- 東京事業所
- 関西事業所

## 沿革
- 1978年 - 設立
- 2022年（令和4年）4月 - 三愛オブリテックに社名変更